# (297082) Bygott
(297082) Bygott est un astéroïde de la ceinture principale.

## Description
(297082) Bygott est un astéroïde de la ceinture principale. Il fut découvert le 17 mai 2010 aux États-Unis par le programme WISE. Il présente une orbite caractérisée par un demi-grand axe de 3,06 UA, une excentricité de 0,15 et une inclinaison de 12,5° par rapport à l'écliptique.